# Borna Ćorić
Borna Ćorić (* 14. listopad 1996 Záhřeb) je chorvatský profesionální tenista a vítěz juniorské dvouhry US Open 2013. Ve své dosavadní kariéře na okruhu ATP Tour vyhrál tři singlové turnaje včetně Cincinnati Masters 2022. Na challengerech ATP a okruhu ITF získal osm titulů ve dvouhře.
Na žebříčku ATP byl ve dvouhře nejvýše klasifikován v listopadu 2018 na 12. místě a ve čtyřhře pak v listopadu 2016 na 413. místě. Od roku 2022 jej trénuje krajan Mate Delić.
V chorvatském daviscupovém týmu debutoval v září 2013 umagskou baráží Světové skupiny proti Velké Británii, v němž podlehl Andymu Murraymu. Chorvaté sestoupili po prohře 1:4 na zápasy. V Davis Cupu 2016 se stal členem družstva, které podlehlo ve finále Argentině 2:3 na zápasy. Během daného ročníku odehrál zápasy ve třech kolech před finále. V rozhodující pětisetové bitvě semifinále Davis Cupu 2018 otočil zápas s Američanem Tiafoem a poslal Chorvaty do finále po celkové výhře 3:2 na zápasy. Ve finále proti Francii vyhrál úvodní singl s Jérémym Chardym a přispěl k zisku salátové mísy výsledkem 3:1 na zápasy. Do září 2024 v soutěži nastoupil k devatenácti mezistátním utkáním s bilancí 16–9 ve dvouhře a 0–0 ve čtyřhře.
Chorvatsko reprezentoval na Letních olympijských hrách 2016 v Riu de Janeiru, kde na úvod mužské dvouhry podlehl patnáctému nasazenému Francouzi Gillesi Simonovi ve dvou setech.
V roce 2014 jej Asociace tenisových profesionálů vyhlásila Hvězdou zítřka, kategorie známé jako „nováček roku“.

## Tenisová kariéra
Ve finále juniorky US Open 2013 zdolal Australana Thanasiho Kokkinakise po třísetovém průběhu.
Na nejvyšší grandslamové úrovni debutoval v hlavní soutěži dvouhry US Open 2014, kde jako kvalifikant na úvod přehrál dvacátého devátého nasazeného Lukáše Rosola ve třech setech, aby poté nestačil na Dominikánce Víctora Estrellu Burgose. Na říjnovém Swiss Indoors 2014 v Basileji poprvé porazil tenistu elitní světové desítky, když na něj ve čtvrtfinále nestačil třetí hráč žebříčku Rafael Nadal. Již předtím na turnaji vystavil stopku třináctému muži klasifikace Ernestsovi Gulbisovi. V semifinále pak skončil na raketě belgické turnajové sedmičky Davida Goffina. Druhou takovou výhru zaznamenal na únorovém Dubai Tennis Championships 2015, když opět proti světové trojce ve čtvrtfinále vyřadil Andyho Murrayho. Jako šťastný poražený nenašel v semifinále recept na Rogera Federera, když mu odebral pouze tři gamy.

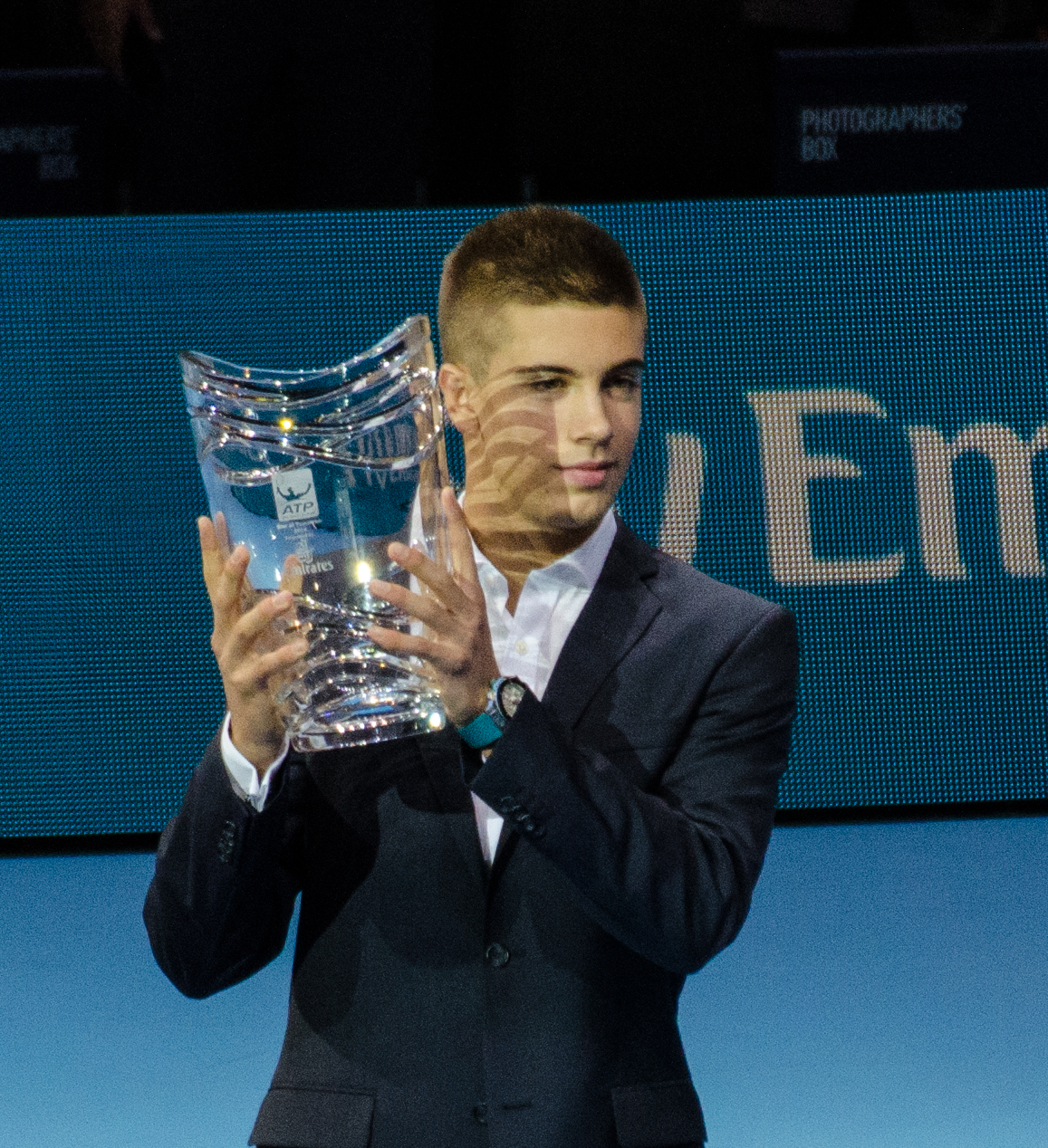
S cenou pro Hvězdu zítřka 2014, nováčka roku na okruhu ATP Tour

 První finále na okruhu ATP odehrál na lednovém Aircel Chennai Open 2016 v Čennaí. V něm však podlehl Švýcarovi Stanovi Wawrinkovi. V devatenácti letech se stal nejmladším finalistou okruhu od sezóny 2008. Premiérovou trofej v této úrovni tenisu si odvezl z jediné události sezóny 2017 hrané na africkém kontinentu. Ve čtvrtfinále dubnového Grand Prix Hassan II 2017 v Marrákeši vyřadil jako nenasazený španělskou turnajovou dvojku Alberta Ramose-Viñolase. Do závěrečného boje pronikl po zdolání Jiřího Veselého ve dvou sadách. Finálový duel proti německé turnajové trojce Philippu Kohlschreiberovi se nevyvíjel dobře, když prohrával již 5–7 a 0–3 na gamy. Za stavu 5–7 a 5–6 odvrátil pět mečbolů a ve třetím dějství zvládl otočit ztrátu prolomeného podání. Po operaci kolena v září 2016 klesl na 79. místo, odkud se po marrákešském triumfu vrátil do elitní světové padesátky. Poměr vzájemných zápasů s Kohlschreiberem snížil na 1–2.
Úřadující světovou jedničku poprvé zdolal ve třetím kole květnového Mutua Madrid Open 2017, kde jako 59. hráč klasifikace vyřadil Andyho Murrayho ve dvou setech. Ve čtvrtfinále pak nenašel recept na pozdějšího rakouského finalistu Dominica Thiema. Světovou šestku Alexandra Zvereva přehrál ve druhé fázi US Open 2017, aby poté skončil na raketě finalisty turnaje Kevina Andersona z Jihoafrické republiky. Druhou kariérní trofej, a první v kategorii ATP 500, si odvezl z travnatého Gerry Weber Open 2018, kde ve finále přehrál 36letou švýcarskou světovou jedničku Rogera Federera po třísetovém průběhu. V celém turnaji ztratil na podání jen dva gamy. Po turnaji mu poprvé patřila 21. příčka světové klasifikace. Ukončil také Švýcarovu 20zápasovou neporazitelnost na travnatém povrchu, přestože do Halle přijížděl s významně pasivním poměrem travnatých utkání 2–12. Již v úvodním kole zdolal světovou trojku Alexandra Zvereva.

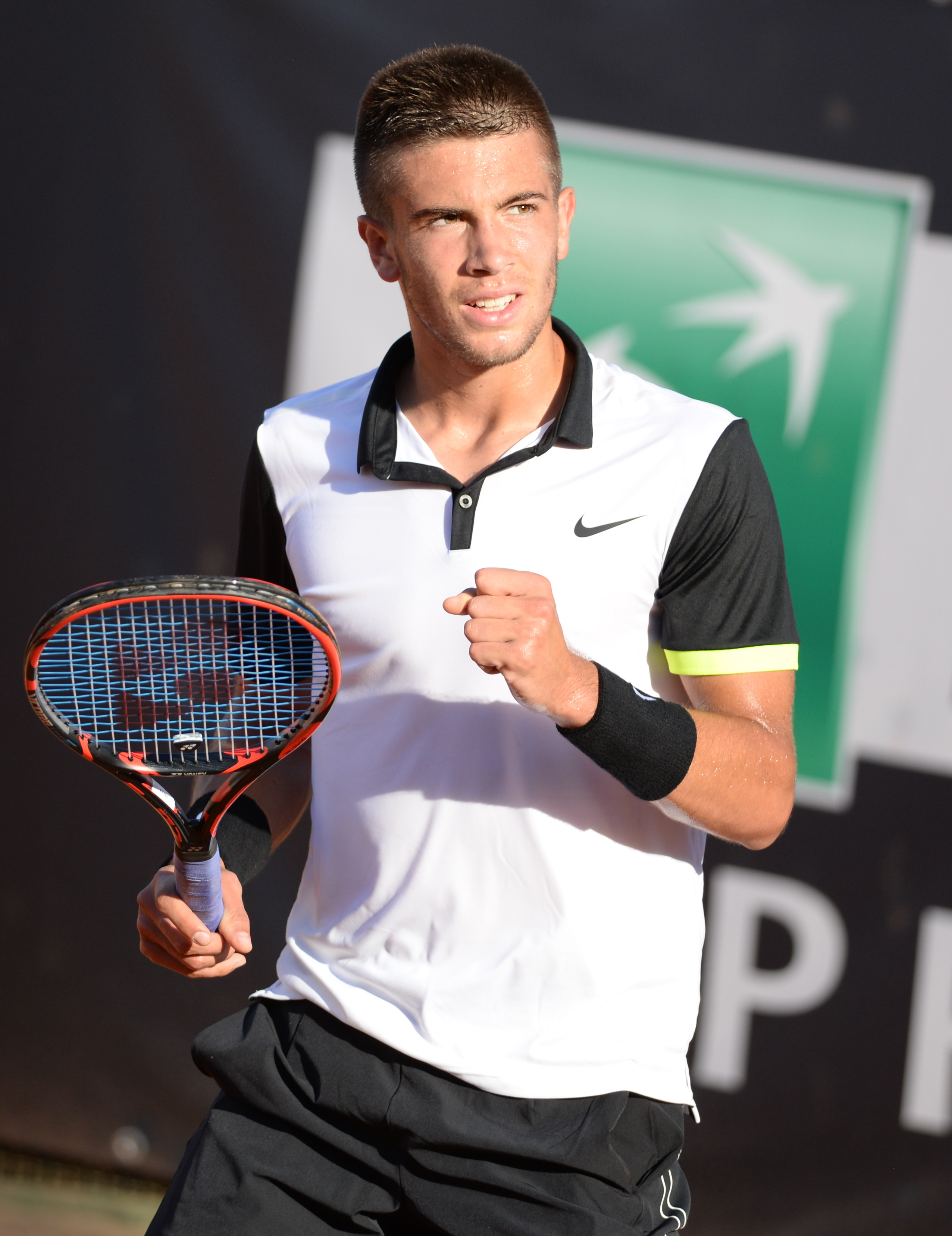
Na Rome Masters 2016

Z premiérového finále v rámci série Masters na říjnovém Rolex Shanghai Masters 2018 odešel poražen od srbské světové trojky Novaka Djokoviće. Bodový zisk jej posunul na nové kariérní maximum, když 15. října 2018 figuroval na 13. místě žebříčku ATP.
Dne 22. června 2020 na sociálních sítích uvedl, že byl pozitivně testován na covid-19 na exhibici v Zadaru. Den předtím oznámil pozitivní výsledek testu i jeden ze soupeřů na Djokovićově Adria Tour Grigor Dimitrov. Od března 2021 rok nehrál pro zranění ramena, s nímž v květnu téhož roku podstoupil v New Yorku operaci. Poslední turnaj před léčbou odehrál na březnovém ABN AMRO World Tennis Tournament 2021 v Rotterdamu, kde v semifinále nestačil na maďarského kvalifikanta Mártona Fucsovicse. Poté sedm měsíců nedržel raketu v ruce. Na dvorce se vrátil jako 167. hráč žebříčku březnovým BNP Paribas Open 2022 v Indian Wells. V prvním kole jej vyřadil Španěl Alejandro Davidovich Fokina z konce první světové padesátky. Na navazujícím Miami Open 2022 zdolal dalšího zástupce španělského tenisu Fernanda Verdasca, ale poté podlehl německé světové čtyřce Alexandru Zverevovi. Během června 2022 ovládl italský turnaj v Montechiarugolu u Parmy po závěrečných výhrách nad Srbem Dušanem Lajovićem a Švédem Eliasem Ymerem. Odvezl si tak třetí challengerovou trofej.
Na letních severoamerických betonech jej nejdříve vyřadil šestnáctý muž pořadí a krajan Marin Čilić na National Bank Open 2022 v Montréalu. Další týden však na cincinnatském Western & Southern Open 2022 přehrál italského kvalifikanta Lorenza Musettiho. Ve druhém kole porazil světovou čtyřku Rafaela Nadala po třísetové bitvě, čímž podesáté v kariéře zdolal člena první světové pětky a ve vzájemných duelech proti Španělovi se ujal vedení 3–2. Poté zvládl utkání s patnáctým nasazeným Robertem Bautistou Agutem, světovou devítkou Félixem Augerem-Aliassimem a v semifinále s devátým nasazeným Cameronem Norriem. Ve finále zdolal sedmého muže žebříčku Stefanose Tsitsipase z Řecka po dvousetovém průběhu. První trofej v kategorii Masters z něj učinila nejníže postaveného šampiona této série v historii. Rovněž se stal prvním tenistou od Mikaela Pernforse v roce 1993, který během jedné kalendářní sezóny vyhrál turnaj Masters i challenger po červnovém triumfu na parmském challengeru. Od zavedení ATP Masters 1000 v roce 1990 se stal teprve třetím, jemuž se tento výkon podařil (v listopadu 2022 pak čtvrtým Rune v Paříži). Bodový zisk jej posunul do elitní stovky klasifikace, na 29. příčku.

## Trenérské vedení
- Željko Krajan (2014–2015)
- Thomas Johansson (2015)
- Miles Maclagan (2016)
- Ivica Ančić (2016–2017)
- Riccardo Piatti (2017–2019)[18][19]
- Antonio Veić (2019–2020)[20]
- Martin Štěpánek (2020–2021)[21]
- Mate Delić (od 2022)[13]

## Finále na okruhu ATP Tour
| Legenda                       |
| D – dvouhra; Č – čtyřhra      |
| Grand Slam (0)                |
| Turnaj mistrů (0)             |
| ATP Tour Masters 1000 (1–1 D) |
| ATP Tour 500 (1–1 D)          |
| ATP Tour 250 (1–4 D)          |

### Dvouhra: 9 (3–6)
| Stav      | Č. | Datum           | Turnaj                    | Povrch    | Soupeř ve finále      | Výsledek           |
| --------- | -- | --------------- | ------------------------- | --------- | --------------------- | ------------------ |
| Finalista | 1. | 10. ledna 2016  | Čennaí, Indie             | tvrdý     | Stan Wawrinka         | 3–6, 5–7           |
| Finalista | 2. | 10. dubna 2016  | Casablanca, Maroko        | antuka    | Federico Delbonis     | 2–6, 4–6           |
| Vítěz     | 1. | 16. dubna 2017  | Marrákeš, Maroko          | antuka    | Philipp Kohlschreiber | 5–7, 7–6(7–3), 7–5 |
| Vítěz     | 2. | 24. června 2018 | Halle, Německo            | tráva     | Roger Federer         | 7–6(8–6), 3–6, 6–2 |
| Finalista | 3. | 14. října 2018  | Šanghaj, Čína             | tvrdý     | Novak Djoković        | 3–6, 4–6           |
| Finalista | 4. | 22. září 2019   | Petrohrad, Rusko          | tvrdý (h) | Daniil Medveděv       | 3–6, 1–6           |
| Finalista | 5. | 18. října 2020  | Petrohrad, Rusko          | tvrdý (h) | Andrej Rubljov        | 6–7(5–7), 4–6      |
| Vítěz     | 3. | 21. srpna 2022  | Cincinnati, Spojené státy | tvrdý     | Stefanos Tsitsipas    | 7–6(7–0), 6–2      |
| Finalista | 6. | 5. února 2024   | Montpellier, Francie      | tvrdý (h) | Alexandr Bublik       | 7–5, 2–6, 3–6      |

## Finále na challengerech ATP a okruhu Futures
| Legenda             |
| ------------------- |
| Challengery (3–0 D) |
| Futures (5–1 D)     |

### Dvouhra: 9 (8–1)
| Stav      | č. | datum | turnaj                          | povrch    | soupeř ve finále       | výsledek            |
| --------- | -- | ----- | ------------------------------- | --------- | ---------------------- | ------------------- |
| Vítěz     | 1. | 2013  | Bournemouth, Spojené království | antuka    | Daniel Cox             | 6–7(4), 6–4, 6–3    |
| Vítěz     | 2. | 2013  | Smyrna, Turecko                 | tvrdý     | Enzo Couacaud          | 6–7(0), 7–6(1), 7–5 |
| Vítěz     | 3. | 2013  | Smyrna, Turecko                 | tvrdý     | Tucker Vorster         | 6–4, 6–4            |
| Vítěz     | 4. | 2013  | Lagos, Nigérie                  | tvrdý     | Ante Pavić             | 6–4, 6–3            |
| Vítěz     | 5. | 2013  | Istanbul, Turecko               | tvrdý (h) | Baris Erguden          | 6–4, 3–6, 6–3       |
| Finalista | 1. | 2014  | Čcheng-tu, Čína                 | tvrdý     | Wu Ti                  | 4–6, 2–6            |
| Vítěz     | 1. | 2014  | Smyrna, Turecko                 | tvrdý     | Malek Džazírí          | 6–1, 6–7(7–9), 6-4  |
| Vítěz     | 2. | 2015  | Barranquilla, Kolumbie          | antuka    | Rogério Dutra da Silva | 6–4, 6-1            |
| Vítěz     | 3. | 2022  | Parma, Itálie                   | antuka    | Elias Ymer             | 7–6(7–4), 6–0       |

## Finále soutěží družstev: 2 (2–0)
| Stav  | č. | datum                  | soutěž                        | povrch     | spoluhráči                           | soupeři ve finále                                                                  | výsledek |
| ----- | -- | ---------------------- | ----------------------------- | ---------- | ------------------------------------ | ---------------------------------------------------------------------------------- | -------- |
| Vítěz | 1. | 23.–25. listopadu 2018 | Davis Cup 2018 Lille, Francie | antuka (h) | Marin Čilić Ivan Dodig Franko Škugor | Jo-Wilfried Tsonga Lucas Pouille Jérémy Chardy Nicolas Mahut Pierre-Hugues Herbert | 3–1      |
| Vítěz | 2. | 23. července 2023      | Hopman Cup 2023 Nice, Francie | antuka     | Donna Vekićová                       | Céline Naefová Leandro Riedi                                                       | 2–0      |

## Postavení na konečném žebříčku ATP

### Dvouhra
| Rok    | 2013 | 2014  | 2015  | 2016  | 2017  | 2018  | 2019 | 2020  | 2021  | 2022  | 2023  |
| Pořadí | 367. | ▲ 91. | ▲ 44. | ▼ 48. | ▬ 48. | ▲ 12. | ▼ 28 | ▲ 24. | ▼ 73. | ▲ 26. | ▼ 37. |

### Čtyřhra
| Rok    | 2013 | 2014   | 2015 | 2016 | 2017 | 2018 | 2019 | 2020 | 2021 | 2022 | 2023 |
| Pořadí | 830. | ▲ 775. | —    | 421. | —    | 782. | —    | —    | —    | —    | —    |